# ママはバレリーナ
『ママはバレリーナ』は、TBS「愛の劇場」の枠にて2005年12月19日から2006年2月3日に放送されたテレビドラマである。

## 物語
主婦のみずほは、母のひかるが家庭よりもプリマバレリーナ（バレエダンサー）としての活動を優先することに反発して、絶縁状態になる。
みずほは結婚し2人の子持ちの母となったが、折角購入したマイホームが火災で焼失する。そこで夫の実家に居候することになったが、その実家はひかるの所有しているバレエ教室の近くだった。そのことから、みずほはバレエ教室の講師に突然就任することになる。
最後には、みずほとひかるは和解し、真の母と娘になった。そんな中、武彦の転勤が発覚し家族騒然となる。

## 出演
- 三浦 みずほ - 床嶋佳子
- 三浦 武彦 - 山崎銀之丞
- 三浦 春香 - 久保結季
- 三浦 信吾 - 高橋晃
- 神山 忍 - 朝加真由美
- 神山 蘭 - 福地亜紗美
- 村田 サエ子 - 小柳友貴美
- 深大寺 進之介 - 唐橋充
- 立花 剛志 ‐ 大河内浩
- 立花 恵 ‐ 伊藤雅子
- 星影 ひかる - 夏樹陽子
- 佐々錦 勝子 - 大島蓉子
- 江頭 千賀子 - 中川安奈
- 三浦 都 - 中尾ミエ

## スタッフ
- 原作 - さかたのり子『プリマでいこう!』（双葉社Jourコミックス）
- 脚本 - 福田卓郎、末安正子
- 音楽 - 大島ミチル
- 監督 - 鶴巻日出雄、相沢淳、坂梨公紀
- プロデューサー - 内丸摂子
- 制作 - TBS、東阪企画

## 主題歌
- 「HUG〜抱きしめてください〜」

作詞：マツリルカ/作曲・編曲：CMJK
歌：マツリルカ&アリス

## 関連番組
- ママに宿題
- ママは女医さん